# Preludium (muziektijdschrift)
Preludium is een maandelijks Nederlands muziektijdschrift.
Het tijdschrift bevat alle informatie rondom Het Concertgebouw in Amsterdam en het Koninklijk Concertgebouworkest, maar ook algemeen muzieknieuws. Het tijdschrift werd opgericht in 1938 onder de naam Concertgebouwnieuws. In 1947 werd de naam gewijzigd in Preludium. Sinds 2015 wordt het tijdschrift niet alleen op papier maar ook online uitgegeven.
Preludium wordt uitgegeven door de Vrienden van het Concertgebouw en het Koninklijk Concertgebouworkest. Het bevat interviews, achtergronden, nieuws en alle toelichtingen van de concerten van het Concertgebouworkest en de Eigen Programmering van Het Concertgebouw. Preludium had in 2022 ongeveer 6.000 abonnees. Het coverportret wordt iedere maand gemaakt door een internationaal gerenommeerde illustrator.